# Rhinolophus maclaudi
Rhinolophus maclaudi és una espècie de ratpenat de la família dels rinolòfids. Viu a Guinea. El seu hàbitat natural és la vegetació predominant de la sabana, travessat per boscos de galeria al llarg dels rius i a les zones protegides. No hi ha cap amenaça significativa per a la supervivència d'aquesta espècie, tot i que està afectada per la pèrdua d'hàbitat.